# الدوري الكولومبي لكرة القدم 1957
الدوري الكولومبي لكرة القدم 1957 (بالإسبانية: Campeonato colombiano 1957)‏ هو الموسم 10 من الدوري الكولومبي لكرة القدم. أقيم خلال الفترة 31 مارس 1957 وحتى 13 أبريل 1958، وأشرف على تنظيمه División Mayor del Fútbol Profesional Colombiano ‏، وكان عدد الأندية المشاركة فيه 12، وفاز فيه إنديبندينتي ميديلين.